# The Rays
The Rays est un groupe de musique américain fondé à New York en 1955 et actif au début des années 1960.

## Historique
Les membres du groupe débutent avec le label Chess Records. Leur principal tube est Silhouettes, un titre pop et doo-wop au rythme lent, qui atteint la troisième place du Billboard Hot 100 en 1957 sur le label Cameo, après être initialement paru sur le label XYZ Records (en). Écrit par Bob Crewe et Frank Slay (en), il se vend à plus d'un million d'exemplaires et reçoit un disque d'or. Silhouettes est aussi interprété par le quartette canadien The Diamonds en 1957, atteignant la dixième place des classements musicaux ; en 1965, le groupe Herman's Hermits en fait aussi une reprise, au rythme plus rapide, qui se place en cinquième position des classements musicaux américains. Le titre est enfin repris par Bob Dylan à la fin des années soixante, mais non diffusé.
Mediterranean Moon, sorti sur XYZ Records en 1960, fait figure d'autre titre à succès du groupe.
The Rays enregistrent également la version originale de Daddy Cool, utilisée dans un pot-pourri avec la chanson La Blonde et moi – interprétée par Little Richard – du groupe britannique Darts, sixième des classements musicaux britanniques de 1977. La chanson a également prêté son nom au groupe australien Daddy Cool, qui a réenregistré le titre en 1971.

## Membres
- Harold Miller : chanteur, frontman (né à Brooklyn, New York)
- Walter Ford : ténor (né à Lexington, Kentucky)
- David Jones : ténor (né à Brooklyn, New York)
- Harry James : baryton (né à Brooklyn, New York)[1]

## Titres entrés au Billboard
- 1957 : Silhouettes, no 3 du Hot R&B/Hip-Hop Songs américain
- 1957 : Silhouettes, no 3 du Billboard Hot 100 « Pop Singles »
- 1960 : Mediterranean Moon, no 95 du Billboard Hot 100[2]
- 1961 : Magic Moon (Clair de lune), no 49 du Billboard Hot 100[2]